# Lorette Charpy
Pour les articles homonymes, voir Charpy.
Lorette Charpy est une gymnaste française, née le 3 décembre 2001 à Annonay.
Elle a notamment remporté trois médailles aux championnats d'Europe senior : l'argent par équipe en 2018 et le bronze à la poutre en 2019 ainsi qu'aux barres asymétriques en 2022. En 2023, elle remporte aussi une médaille de bronze par équipes aux championnats du monde.
Elle s'entraîne au pôle France de Saint-Étienne et est licenciée à l'Indépendante stéphanoise jusqu’en juin 2024, où elle décide de partir s’entraîner à l’INSEP.

## Biographie

### Débuts
Dans la famille Charpy, la gymnastique se pratique en famille : la mère entraîne et les trois sœurs, Séréna, Grâce et Lorette, sont gymnastes. Ainsi, Lorette Charpy commence la gymnastique artistique à l'âge de 2 ans et demi au Gymnase municipal de Saint-Vallier (Drôme) avec sa mère comme entraîneur. Quelques années plus tard, elle rejoint le club de Saint-Rambert-d'Albon. À l'âge de 10 ans, elle gagne déjà de nombreuses médailles départementales et régionales. Elle participe alors pour la première fois au Championnat de France Avenir où elle se classe 5e.
En septembre 2011, Lorette Charpy rejoint ses deux sœurs à Saint-Étienne pour intégrer le pôle France de gymnastique ; elle quitte son club de Saint-Vallier pour celui de l'Indépendante stéphanoise. Elle est alors entraînée par Julien Kernion.
À 11 ans, Lorette Charpy devient championne de France Avenir et gagne les coupes nationales. Ces résultats lui ouvrent les portes de l'équipe de France.
Ses premières compétitions en équipe de France sont des tournois internationaux. Depuis, elle est sélectionnée pour de nombreux événements (tournois, coupe du monde, championnat d'Europe et championnat du monde) et monte sur les podiums nationaux.

### Junior
En 2015, alors qu'elle est encore junior et qu'elle remporte le titre de championne de France junior du concours général, elle gagne deux médailles de bronze senior lors des Championnats de France : aux barres (derrière Louise Vanhille et Marine Boyer) et à la poutre (derrière Marine Boyer et Claire Martin).
Elle participe au Championnat d'Europe junior à Berne en 2016, où elle remporte une médaille de bronze aux barres. La même année, elle conserve son titre de championne de France junior au concours général et remporte de nouvelles médailles aux agrès aux côtés de seniors : l'argent aux barres (derrière Loan His) et le bronze à la poutre (derrière Marine Boyer et Alisson Lapp).

### Sénior
En 2017, elle est sélectionnée pour représenter l'équipe de France aux Championnats du monde. Puis lors de ses premiers Championnats de France en senior, elle finit 5e du concours général et remporte un premier titre national aux barres ainsi qu'une médaille de bronze au sol à égalité avec sa sœur Grâce Charpy.

#### 2018
Au cours de l'année 2018, elle change d'entraîneur et est désormais prise en charge par Éric et Monique Hagard, toujours au sein du pôle France de Saint-Étienne.
Aux Championnats de France 2018, elle remporte sa première médaille senior au concours général, avec le bronze derrière Mélanie de Jesus dos Santos et Louise Vanhille. Puis elle gagne un nouveau titre national à la poutre et une médaille d'argent au sol.
En août 2018, elle participe aux Championnats d'Europe à Glasgow, où la France prend la première place des qualifications par équipes, profitant de trois chutes des favorites russes. Finalement, les Françaises obtiennent la médaille d'argent au terme de la finale, derrière les Russes et devant les Néerlandaises. Avec un total de 161,131 points, elles réalisent alors le meilleur résultat de l'histoire de la gymnastique française. À titre individuel, Lorette Charpy se qualifie pour la finale des barres asymétriques, en 7e position ; en finale, elle termine à la 6e place.
Lors de Championnats du monde à Doha, elle accède à deux finales : au concours par équipes et au concours général individuel. Alors que l'équipe de France féminine n'a plus atteint une finale mondiale depuis les Jeux olympiques de 2008,, Lorette Charpy et ses coéquipières réalisent l'un des meilleurs résultats français de l'histoire en atteignant la 5e place. En finale du concours individuel, Lorette Charpy termine à la 16e place.

#### 2019
En 2019, lors des Championnats d'Europe à Szczecin, elle termine à la 8e place du concours général individuel et à la 6e aux barres asymétriques, puis elle remporte la médaille de bronze à la poutre, sa première individuelle à ce niveau. En juin, aux Championnats de France Élite à Saint-Brieuc, elle remporte quatre médailles d'argent : concours général, barres, poutre et sol. Fin juin, elle participe aux Jeux européens à Minsk, où elle décroche la médaille d'argent du concours général individuel derrière Angelina Melnikova.

#### 2020
En 2020, elle termine 8e du concours à l'American Cup de Milwaukee en mars, avant que la saison ne soit suspendue par la FIG en raison de la pandémie de Covid-19. Elle reprend la compétition fin octobre lors de la revue d'effectifs, se classant 2e du concours général avec 53.800 points, derrière Mélanie de Jesus dos Santos (57.366 pts), puis prend la 3e place finale de la Coupe d'Hiver mi-décembre, totalisant 54.650 pts.

#### 2021
Le 2 mars 2021, pendant un entraînement, elle est victime d'une rupture complète du ligament croisé antérieur du genou, avec lésion du ménisque et entorse du ligament collatéral, nécessitant une opération. Cette blessure contraint la gymnaste à renoncer aux Jeux olympiques de Tokyo.

#### 2022
Revenue de blessure, elle retrouve la compétition en avril 2022 lors de l'étape de Coupe du monde à Bakou, où elle remporte la médaille d'or aux barres puis l'argent à la poutre. Elle participe aux Jeux méditerranéens à Oran. Qualifiée pour la finale du concours général et pour celle des barres asymétriques, Lorette Charpy est obligée de déclarée forfait victime d’une mauvaise réception au sol.
Elle est médaillée de bronze aux barres asymétriques aux Championnats d'Europe 2022 à Munich. A la sortie de son exercice, elle se rompt de nouveau le même ligament croisé. Elle est obligée de faire de nouveau opérer.

#### 2023
En octobre, elle réintègre l'équipe de France à l'occasion des Championnats du monde qui se déroulent à Anvers. Par équipes, la France se classe en septième position lors des qualifications, ce qui permet de valider par la même occasion une participation de l'équipe aux Jeux olympiques de Paris. À titre personnel, Lorette Charpy se qualifie également pour la finale des barres asymétriques.
En finale par équipe, Lorette Charpy et ses coéquipières de l'équipe de France remportent la médaille de bronze derrière les États-Unis et le Brésil avec 164,064 points. Elle recueille pour sa part 14,133 points aux barres asymétriques. C'est une performance historique dans l'histoire de la gymnastique française puisque c'est la première première médaille mondiale par équipe depuis 1950.

#### 2024
Aux Championnats d'Europe de gymnastique artistique féminine 2024 à Rimini, l'équipe de France composée de Coline Devillard, Marine Boyer, Morgane Osyssek, Ming Gherardi Van Eijken et Lorette Charpy remporte la médaille de bronze par équipes.
Après la déception de n'être que remplaçante aux Jeux olympiques de Paris et ayant exprimée des mises en dangers physique et psychologique au pôle de St Etienne, elle change de centre d'entrainement allant à l'INSEP.

#### 2025
En 2025, elle se prépare à présenter de nouveau le concours général individuel après de nombreuses années à se concentrer sur les barres asymétriques. Aux Championnats de France Elite de Agen, elle remporte le titre de championne de France. Elle remporte aussi une médaille d'argent à la poutre.
Aux Championnats d'Europe de gymnastique artistique 2025 à Leipzig, elle remporte à nouveau la médaille de bronze par équipes. Elle termine aussi 5e au concours général individuel et 5e en finale poutre, une performance pour son retour sur la scène international.

## Palmarès

### Compétitions internationales

#### Championnats du monde
- Montréal 2017 :
  - participation au sol, à la poutre et aux barres asymétriques en qualification (aucune finale)

- Doha 2018
  - 5e au concours par équipes
  - 16e au concours général individuel

- Anvers 2023
  -  médaille de bronze au concours général par équipes
  - 9e aux barres asymétriques
  - 9e à la poutre (première réserviste)

#### Coupe du monde
- Bakou 2022 :
  -  médaille d'or aux barres
  -  médaille d'argent à la poutre
  - 6e au sol

#### Championnat d'Europe
- Berne 2016 (Junior) :

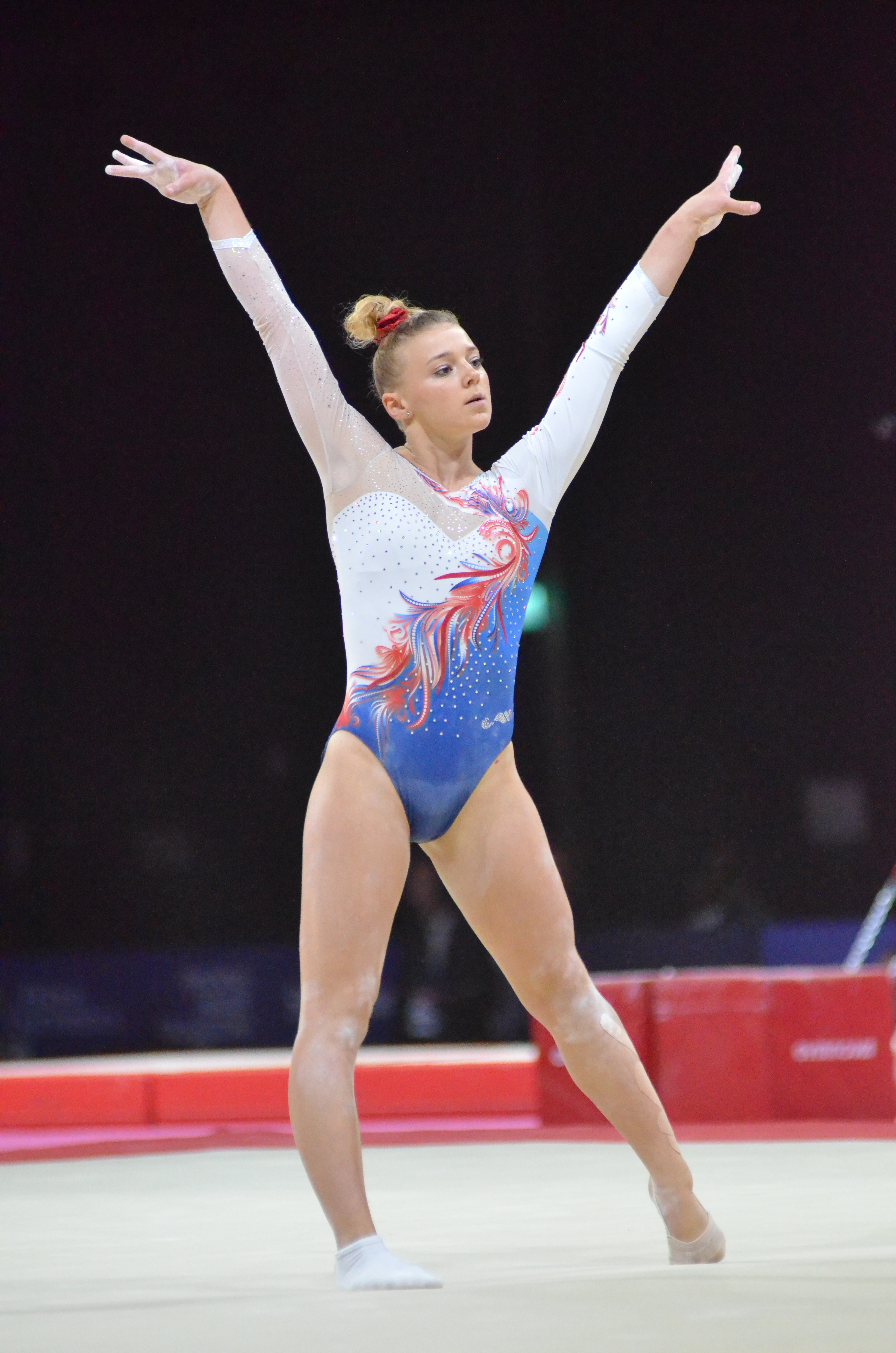
Lorette Charpy lors des Championnats d'Europe de 2018.

  -  médaille de bronze aux barres
  - 4e à la poutre
  - 12e du concours général individuel
  - 5e du concours par équipe

- Glasgow 2018
  -  médaille d'argent du concours général par équipes
  - 6e aux barres (7e des qualifications)

- Szczecin 2019
  -  médaille de bronze à la poutre
  - 8e au concours général individuel
  - 6e aux barres asymétriques

- Munich 2022
  -  médaille de bronze aux barres asymétriques
  - 6e au concours par équipes

- Rimini 2024
  -  médaille de bronze au concours par équipes

- Leipzig 2025[22]
  -  médaille de bronze au concours par équipes
  - 5e au concours général individuel
  - 5e à la poutre

#### Jeux européens
- Minsk 2019
  -  médaille d'argent du concours général individuel
  - 6e aux barres asymétriques
  - 6e à la poutre

#### Jeux méditerranéens
- Oran 2022
  -  médaille d'argent du concours par équipes

### Compétitions nationales[23]

#### Championnats de France
- Championnats de France Élite à Toulouse 2011 :
  - 5e au concours général Avenir
- Championnats de France Élite à Nantes 2012 :
  -  médaille d'or au concours général Avenir
- Championnats de France Élite à Cognac 2013 :
  - 6e au concours général Espoir
- Championnats de France Élite à Rennes 2014 :
  -  médaille de bronze au concours général Espoir
- Championnats de France Élite à Rouen 2015 :
  -  médaille d'or au concours général junior
  -  médaille de bronze aux barres
  -  médaille de bronze en poutre
- Championnats de France Élite à Mulhouse 2016 :
  -  médaille d'or au concours général junior
  -  médaille d'argent aux barres
  -  médaille de bronze au sol
  - 8e en sol
- Championnats de France Élite à Les Ponts-de-Cé 2017 :
  - 5e au concours général
  -  médaille d'or aux barres
  -  médaille de bronze au sol
  - 4e en poutre
- Championnats de France Élite à Caen 2018 :
  -  médaille de bronze au concours général
  -  médaille d'or en poutre
  -  médaille d'argent au sol
- Championnats de France Élite à Saint-Brieuc 2019 :
  -  médaille d'argent au concours général
  -  médaille d'argent aux barres
  -  médaille d'argent à la poutre
  -  médaille d'argent au sol
- Championnats de France Élite à Agen 2025 [18]:
  -  médaille d'or au concours général
  -  médaille d'argent à la poutre

#### Coupes nationales
- Coupes nationales avenir 2012 (Bourges) :  médaille d'or
- Coupes nationales espoir 2014 (Mouilleron-le-Captif) :  médaille d'argent
- Coupes nationales junior 2015 (Mouilleron-le-Captif) :  médaille de bronze
- Coupes nationales junior 2016 (Les Ponts-de-Cé) :  médaille d'or

#### Revues d'effectif
- Senior 2017 :  médaille de bronze[24]
- Senior 2021 :  médaille d'argent [25]

#### Championnat de France par équipe
- 4e du TOP12 2013
- Médaille d'or en finale de la Coupe de France 2014
- 7e du TOP12 2014
- Médaille d'argent en finale de la Coupe de France 2015
- 5e du TOP12 2015
- Médaille d'argent en finale de la Coupe de France 2016
- Médaille de bronze du TOP12 2016
- Championne de France par équipe TOP12 2017
- Médaille de bronze du TOP12 2018
- Médaille de bronze du TOP12 2019
- Médaille de bronze du TOP12 2024[26]